# Монтегуцо (Лоди)
Монтегуцо је насеље у Италији у округу Лоди, региону Ломбардија.
Према процени из 2011. у насељу је живело 24 становника. Насеље се налази на надморској висини од 65 м.